# Yvonneck
Yvonneck, né Arthur Jullion à Nantes le 26 février 1874 et mort le 16 avril 1929 à Paris, est un chanteur et acteur français.

## Biographie
Arthur Victor Jullion est le fils d'Auguste Jullion, agent d'assurances, et d'Hortense Victorine Boucher.
Agé de 20 ans, il s'engage volontairement au 25e régiment de dragons. Entre avril 1895 et janvier 1896, il effectue la campagne de Madagascar au sein du 30e escadron du train, il sort de son service actif avec le grade de brigadier fourrier.
Arrivé à Paris en 1902, il parait sur scène en costume régional et interprète des airs traditionnels et chansons sur le thème de la Bretagne.
En 1920, il épouse Maximilienne Benoist, coiffeuse (1884-1965).
Surnommé le barde breton, puis le chanteur breton, il devient acteur à partir de 1924.
Souffrant d'une maladie incurable qui le paralyse, il se défenestre du 5e étage, depuis son appartement situé dans la rue de l'Aqueduc
.
Il est inhumé le 19 avril au cimetière parisien de Pantin.

## Discographie
- L’homme aux guenilles (1919) [5].
- Complainte du chalutier (1914)
- Bretonne Marseillaise (1908)
- La Cloche armée

## Filmographie
- 1929 : Souris d'hôtel d'Adelqui Migliar : César
- 1929 : Les Nouveaux Messieurs : Bit Part
- 1928 : Une java : Garo
- 1928 : Un chapeau de paille d'Italie : Nonancourt
- 1927 : Le Chasseur de chez Maxim's : Florent Carambagnac
- 1925 : La Joueuse d'orgue : Magloire
- 1925 : Mylord l'Arsouille : Aristide
- 1924 : La Galerie des monstres : Buffalo